# Renche
Renche est une localité du municipio de Samos, dans la comarque de Sarria, province de Lugo, communauté autonome de Galice, au nord-ouest de l'Espagne.
Cette localité est traversée par le Camino francés du Pèlerinage de Saint-Jacques-de-Compostelle.

## Patrimoine et culture

### Pèlerinage de Compostelle
Par le Camino francés du Pèlerinage de Saint-Jacques-de-Compostelle, le chemin vient de San Cristobo do Real, dans le municipio de Samos.
La prochaine halte est San Martíno do Real dans le même municipio de Samos.

## Sources et références
- (fr) Grégoire, J.-Y. & Laborde-Balen, L. , « Le Chemin de Saint-Jacques en Espagne - De Saint-Jean-Pied-de-Port à Compostelle - Guide pratique du pèlerin », Rando Éditions, mars 2006,  (ISBN 2-84182-224-9)
- (fr)« Camino de Santiago St-Jean-Pied-de-Port - Santiago de Compostela », Michelin et Cie, Manufacture Française des Pneumatiques Michelin, Paris, 2009,  (ISBN 978-2-06-714805-5)
- (fr)« Le Chemin de Saint-Jacques Carte Routière », Junta de Castilla y León, Editorial